# Kosta Nedeljković
Kosta Nedeljković (Smederevo, 16 de diciembre de 2005) es un futbolista serbio. Juega de lateral derecho y su equipo actual es el R. B. Leipzig de la Bundesliga de Alemania, cedido por el Aston Villa F. C.

## Trayectoria
Fue ascendido al primer equipo de Estrella Roja de Belgrado a comienzos de 2023, de inmediato fue cedido al FK Grafičar para que tenga minutos en segunda división. Debutó como profesional el 25 de febrero, en la fecha 20 de la Prva Liga Srbija, estuvo los 90 minutos en cancha pero fueron vencidos 0-1 frente a FK Železničar Pančevo.
En su primera temporada como profesional jugó 17 partidos y convirtió un gol, tuvieron una buena temporada, culminaron en tercera posición, clasificaron a la ronda por el campeonato y volvieron a quedar en tercer lugar por lo que jugaron unos play-off por el ascenso contra FK Radnik Surdulica pero perdieron con un global 3-1.
Realizó la pretemporada 2023-24 con Estrella Roja, pero en un principio alternó partidos con FK Grafičar. Debutó en la máxima categoría del fútbol serbio en la fecha 2 de la liga, el 5 de agosto de 2023, jugó los 30 minutos finales ante Napredak y ganaron 4-0. A mediados de octubre pasó a ser parte fundamental del primer equipo rojiblanco y no regresó a FK Grafičar. A nivel internacional de clubes, tuvo su primera participación el 25 de octubre, tuvo minutos contra RB Leipzig en la fase de grupos de Champions League pero perdieron 3-1 en el Red Bull Arena ante más de 42200 espectadores.
El 22 de enero de 2024 se oficializó su fichaje por Aston Villa Football Club y fue cedido al Estrella Roja para que culmine la temporada 2023-24.
Debutó en Inglaterra el en la fecha 1 de la Premier League 2024-25, ingresó en los minutos finales para enfrentar a West Ham y ganaron 1-2, se convirtió en el jugador número 1000 de la institución.
En febrero de 2025 fue cedido nuevamente, esta vez al R. B. Leipzig para que tenga rodaje en la máxima categoría del fútbol alemán.

## Selección nacional
Ha sido internacional con la selección de fútbol de Serbia en las categorías juveniles sub-17, sub-18 y sub-19, también con la absoluta.
Fue convocado por primera vez a la selección absoluta para jugar la Liga de Naciones de la UEFA. Debutó el 5 de septiembre de 2024, a pesar de ser su primera oportunidad fue titular contra España y completó todo el partido, empataron sin goles.

## Estadísticas

### Clubes
Actualizado al último partido citado el 16 de agosto de 2025.
| Club                         | Div.          | Temporada     | Liga  | Liga  | Liga   | Copas nacionales | Copas nacionales | Copas nacionales | Copas internacionales | Copas internacionales | Copas internacionales | Total | Total | Total  |
| Club                         | Div.          | Temporada     | Part. | Goles | Asist. | Part.            | Goles            | Asist.           | Part.                 | Goles                 | Asist.                | Part. | Goles | Asist. |
| ---------------------------- | ------------- | ------------- | ----- | ----- | ------ | ---------------- | ---------------- | ---------------- | --------------------- | --------------------- | --------------------- | ----- | ----- | ------ |
| F. K. Grafičar Serbia        | 2.ª           | 2022-23       | 15    | 1     | 1      | 2                | 0                | 0                | —                     | —                     | —                     | 17    | 1     | 1      |
| F. K. Grafičar Serbia        | 2.ª           | 2023-24       | 6     | 0     | 0      | -                | -                | -                | —                     | —                     | —                     | 6     | 0     | 0      |
| F. K. Grafičar Serbia        | Total club    | Total club    | 21    | 1     | 1      | 2                | 0                | 0                | 0                     | 0                     | 0                     | 23    | 1     | 1      |
| Estrella Roja Serbia         | 1.ª           | 2023-24       | 14    | 0     | 1      | 2                | 0                | 1                | 4                     | 0                     | 0                     | 20    | 0     | 2      |
| Estrella Roja Serbia         | Total club    | Total club    | 14    | 0     | 1      | 2                | 0                | 1                | 4                     | 0                     | 0                     | 20    | 0     | 2      |
| Aston Villa F. C. Inglaterra | 1.ª           | 2024-25       | 5     | 0     | 0      | 3                | 0                | 0                | 2                     | 0                     | 0                     | 10    | 0     | 0      |
| Aston Villa F. C. Inglaterra | Total club    | Total club    | 5     | 0     | 0      | 3                | 0                | 0                | 2                     | 0                     | 0                     | 10    | 0     | 0      |
| R. B. Leipzig · Alemania     | 1.ª           | 2024-25       | 10    | 0     | 0      | 1                | 0                | 0                | -                     | -                     | -                     | 11    | 0     | 0      |
| R. B. Leipzig · Alemania     | 1.ª           | 2025-26       | 0     | 0     | 0      | 0                | 0                | 0                | -                     | -                     | -                     | 0     | 0     | 0      |
| R. B. Leipzig · Alemania     | Total club    | Total club    | 10    | 0     | 0      | 1                | 0                | 0                | 0                     | 0                     | 0                     | 11    | 0     | 0      |
| Total carrera                | Total carrera | Total carrera | 46    | 1     | 2      | 8                | 0                | 1                | 6                     | 0                     | 0                     | 60    | 1     | 3      |
| 1. 2.                        |               |               |       |       |        |                  |                  |                  |                       |                       |                       |       |       |        |

### Selección
Actualizado al último partido citado el 10 de junio de 2025.
| Selección         | Temporada         | Continental | Continental | Continental | Mundial | Mundial | Mundial | Amistosos | Amistosos | Amistosos | Total | Total | Total  |
| Selección         | Temporada         | Part.       | Goles       | Asist.      | Part.   | Goles   | Asist.  | Part.     | Goles     | Asist.    | Part. | Goles | Asist. |
| ----------------- | ----------------- | ----------- | ----------- | ----------- | ------- | ------- | ------- | --------- | --------- | --------- | ----- | ----- | ------ |
| Sub-17 Serbia     | 2021-22           | 11          | 0           | 1           | —       | —       | —       | 1         | 0         | 0         | 12    | 0     | 1      |
| Sub-17 Serbia     | Total sel.        | 11          | 0           | 1           | 0       | 0       | 0       | 1         | 0         | 0         | 12    | 0     | 1      |
| Sub-18 Serbia     | 2022              | —           | —           | —           | —       | —       | —       | 2         | 0         | 0         | 2     | 0     | 0      |
| Sub-18 Serbia     | 2023              | —           | —           | —           | —       | —       | —       | 1         | 0         | 0         | 1     | 0     | 0      |
| Sub-18 Serbia     | Total sel.        | 0           | 0           | 0           | 0       | 0       | 0       | 3         | 0         | 0         | 3     | 0     | 0      |
| Sub-19 Serbia     | 2023-24           | 3           | 0           | 0           | —       | —       | —       | 4         | 1         | 0         | 7     | 1     | 0      |
| Sub-19 Serbia     | Total sel.        | 3           | 0           | 0           | 0       | 0       | 0       | 4         | 1         | 0         | 7     | 1     | 0      |
| Absoluta Serbia   | 2024              | 6           | 0           | 0           | —       | —       | —       | -         | -         | -         | 6     | 0     | 0      |
| Absoluta Serbia   | 2025              | 1           | 0           | 0           | —       | —       | —       | -         | -         | -         | 1     | 0     | 0      |
| Absoluta Serbia   | Total sel.        | 7           | 0           | 0           | 0       | 0       | 0       | 0         | 0         | 0         | 7     | 0     | 0      |
| Total selecciones | Total selecciones | 21          | 0           | 1           | 0       | 0       | 0       | 8         | 1         | 0         | 29    | 1     | 1      |
| 1.                |                   |             |             |             |         |         |         |           |           |           |       |       |        |

## Palmarés

### Títulos nacionales
| Título              | Club          | País   | Año  |
| ------------------- | ------------- | ------ | ---- |
| Superliga de Serbia | Estrella Roja | Serbia | 2024 |
| Copa de Serbia      | Estrella Roja | Serbia | 2024 |